# Mary Margaret McBride
Mary Margaret McBride (16 novembre 1899 - 7 avril 1976) est une animatrice et intervieweuse de radio américaine. Ses émissions de radio populaires ont duré plus de 40 ans. Dans les années 1940, l'auditoire quotidien de son émission destinée aux femmes au foyer compte de six à huit millions d'auditeurs. Elle est appelée « La première dame de la radio ».

## Jeunesse
McBride naît le 16 novembre 1899 à Paris, Missouri, dans une famille d'agriculteurs. Leurs fréquents déménagements de ferme en ferme compliquent les débuts de sa scolarité. À 6 ans, elle rejoint l'école préparatoire - aujourd'hui William Woods College - et à 16 ans elle intègre l'Université du Missouri, où elle obtient son diplôme de journaliste en 1919. Elle est membre de la sororité Kappa Alpha Theta à l'Université du Missouri.
Elle travaille un an comme reporter au Cleveland Press, puis jusqu'en 1924 au New York Evening Mail. Par la suite, elle devient freelance pour des magazines comme The Saturday Evening Post, Cosmopolitan, Good Housekeeping et, à partir de 1926, elle collabore à la rédaction de livres de voyage.

## Radio, télévision et écriture

### Radio sous le nom «Martha Deane»
McBride collabore régulièrement à la radio pour WOR à New York, à partir de 1934. Elle anime une émission quotidienne de conseils aux femmes, dans le rôle de « Martha Deane », une sympathique grand-mère pleine d'esprit et de bon sens, à l'accent traînant du Missouri. Cette émission, très écoutée, est diffusée quotidiennement jusqu'en 1940.

### Sous son propre nom
En 1937, elle lance sur le réseau radio de CBS (Columbia Brodcasting System) la première d'une série d'émissions à succès, du même genre, sous son propre nom (le personnage de Deane étant la propriété de WOR).
Elle interviewe des personnalités du monde des arts, du spectacle et de la politique, sur un ton pragmatique et terre à terre qui fait son style. Elle n' accepte la publicité que pour les produits qu'elle teste et approuve et la refuse pour le tabac ou l'alcool.
Elle anime des émissions régulières sur :
- CBS (Columbia Brodcasting System) de 1937 à 1941 ;
- NBC (où son audience hebdomadaire se chiffre en millions) de 1941 à 1950[5] ;
- ABC de 1950 à 1954 ;
- NBC encore jusqu'en 1960 :
- La radio du New York Herald Tribune, qui diffuse auprès d'un public plus large via la syndication de contenu à partir de 1960[1].

Durant les années 1940, elle franchit le pas d'inviter des personnalités de couleur.
Très populaire à l'époque, une rose porte même son nom, la Mary Margaret McBride

### Show télévisé
En septembre 1948, NBC présente McBride à la télévision pour une émission de 30 minutes en première partie de soirée. Mais l'émission ne rencontre pas son public et elle est rapidement déprogrammée.

### Collaboration à la presse syndicale
En 1934 et 1935, parallèlement à ses émissions de radio, elle est rédactrice en chef de la page féminine pour le syndicat de la Newspaper Enterprise Association. De 1953 à 1956, elle anime une chronique dans les colonnes du journal syndical l'Associated Press.
Vers la fin de sa vie, elle anime « Your Hudson Valley Neighbor » trois fois par semaine sur WGHQ Kingston, NY depuis son salon.

### Vie privée
Sa compagne de longue date, productrice de McBride et partenaire en affaires, Stella Karn, meurt en 1957.
Margaret McBride meurt à 76 ans, le 7 avril 1976, chez elle, à West Shokan, New York . Ses cendres sont enterrées dans sa roseraie. Elle a une étoile sur le Hollywood Walk of Fame pour son travail à la radio.